# Championnat d'Irlande de football 1891-1892
Navigation
Édition précédente Édition suivante
Le deuxième championnat d'Irlande de football se déroule en 1891-1892. Ce championnat regroupe 10 clubs irlandais.
Le championnat est remporté par Linfield FC qui récolte ainsi un deuxième titre consécutif.
Le championnat est marqué par la défection de deux équipes en cours de championnat : Distillery et Belfast YMCA se retirent en cours d’épreuve. Tous les clubs n’ont donc pas joué le même nombre de matchs.

## Les 10 clubs participants
- YMCA Football Club
- Cliftonville Football Club
- Distillery Football Club
- Glentoran Football Club
- Lancashire Fusiliers Football Club
- Ligoniel Football Club
- Linfield Football and Athletic Club
- Milltown Football Club
- Oldpark Football Club
- Ulster Football Club

## Classement
| Rang | Équipe                              | Pts | J  | G  | N | P  | Bp  | Bc | Diff |
| ---- | ----------------------------------- | --- | -- | -- | - | -- | --- | -- | ---- |
| 1    | Linfield Football and Athletic Club | 31  | 17 | 15 | 1 | 1  | 106 | 14 | +92  |
| 2    | Lancashire Fusilliers               | 25  | 17 | 11 | 3 | 3  | 56  | 30 | +26  |
| 3    | Ulster FC                           | 24  | 16 | 12 | 0 | 4  | 61  | 34 | +27  |
| 4    | Glentoran FC                        | 21  | 16 | 9  | 3 | 4  | 80  | 41 | +39  |
| 5    | Distillery FC                       | 15  | 12 | 8  | 1 | 3  | 45  | 18 | +27  |
| 6    | Cliftonville FC                     | 14  | 16 | 5  | 4 | 7  | 30  | 37 | -7   |
| 7    | Milltown FC                         | 8   | 16 | 4  | 0 | 12 | 12  | 77 | -65  |
| 8    | Ligoniel FC                         | 7   | 16 | 3  | 1 | 12 | 22  | 70 | -48  |
| 9    | Oldpark FC                          | 4   | 17 | 2  | 0 | 15 | 12  | 78 | -66  |
| 10   | Belfast YMCA                        | 1   | 9  | 0  | 1 | 8  | 14  | 40 | -26  |

|  | Champion d'Irlande |
|  | Relégation         |

## Bilan de la saison
| Tableau d'Honneur                 |             |
| Compétition                       | Vainqueur   |
| Championnat d'Irlande de football | Linfield FC |
| Coupe d'Irlande de football       | Linfield FC |

| Promotions et relégations |                                                              |
| Relégués                  | Lancashire Fusilliers Oldpark Ligoniel Belfast YMCA Milltown |
| Promus                    | Derry Olympic                                                |